# Eduardo Malaspina
Dom Eduardo Malaspina (Tabatinga, 12 de julho de 1967) é um bispo católico brasileiro, bispo diocesano de Itapeva.

## Biografia
Dom Eduardo Malaspina nasceu em Tabatinga em 12 de julho de 1967. Depois de concluir o seminário menor (1982-1984) e a faculdade de Filosofia no Seminário Diocesano de São Carlos (1985-1987), fez Teologia na Pontifícia Universidade Católica de Campinas (1988-1991). É licenciado em Filosofia pelo Claretiano – Centro Universitário e fez Ciência da Comunicação Social, na Pontifícia Universidade Salesiana, em Roma. Concluiu Jornalismo na Universidade Sagrado Coração em Bauru (2001-2004) e Mestrado em Teologia Pastoral na Faculdade de Teologia Nossa Senhora da Assunção, da Pontifícia Universidade Católica de São Paulo, de 2009-2012.
O religioso ocupou os seguintes encargos: Vigário Paroquial da Paróquia Nossa Senhora do Patrocínio, em Jaú (1992); Administrador Paroquial da Paróquia Nossa Senhora Aparecida, em Américo Brasiliense (SP) de 1993 a 1999; Secretário Diocesano de Pastoral e Coordenador Diocesano de Pastoral da Diocese de São Carlos, de 2000 a 2008; Representante dos Presbíteros da Diocese em diversos Encontros Nacionais de Presbíteros (ENP). Também foi professor do Seminário do Propedêutico e do Instituto de Filosofia São Tomás de Aquino (INFISTA) da Diocese. Foi membro do Conselho de Presbíteros e do Colégio de Consultores e Chanceler do Bispado de 2013 a 2017. Foi Pároco da Paróquia de São Nicolau de Flüe em São Carlos de 2001 a 2017.
Foi nomeado bispo auxiliar de São Carlos, pelo Papa Francisco no dia 7 de março de 2018. A sua ordenação episcopal deu-se no dia 1 de maio de 2018, sendo o celebrante Dom Paulo Cezar Costa, na Catedral de São Carlos.
Em 12 de junho de 2019, durante a programação da 82ª Assembleia dos bispos do Regional Sul 1 da Conferência Nacional dos Bispos do Brasil (CNBB), realizada em Itaici, Indaiatuba (SP), Dom Eduardo Malaspina – Bispo Auxiliar da Diocese de São Carlos foi eleito Bispo Presidente da Sub- Região Campinas.
Foi homenageado com o Título de Cidadão Araraquarense, conferido pela Casa de Leis, por indicação do vereador José Carlos Porsani (PSDB) em 31 de outubro de 2019.
De forma provisória em 22 junho de 2020 foi nomeado administrador paroquial da Paróquia São Bento na cidade de Araraquara.
Com a posse de dom Paulo Cezar Costa na arquidiocese de Brasília, o Colégio de Consultores da diocese de São Carlos, em reunião realizada dia 14 de dezembro, elegeu dom Eduardo Malaspina como administrador diocesano de São Carlos. O bispo fez o governo administrativo e pastoral da diocese até 18 de dezembro de 2021 quando Dom Luiz Carlos Dias tomou posse da Igreja particular de São Carlos.